# Pseudanomalon
Pseudanomalon är ett släkte av steklar. Pseudanomalon ingår i familjen brokparasitsteklar.
Kladogram enligt Catalogue of Life:
| Pseudanomalon | \| \| Pseudanomalon gracile \| \| \| \| \| \| Pseudanomalon hugin \| \| \| \| \| \| Pseudanomalon munin \| \| \| \| \| \| Pseudanomalon ocellatum \| \| \| \| \| \| Pseudanomalon rectum \| \| \| \| |
|               | \| \| Pseudanomalon gracile \| \| \| \| \| \| Pseudanomalon hugin \| \| \| \| \| \| Pseudanomalon munin \| \| \| \| \| \| Pseudanomalon ocellatum \| \| \| \| \| \| Pseudanomalon rectum \| \| \| \| |
|               | Pseudanomalon gracile |
|               | |
|               | Pseudanomalon hugin |
|               | |
|               | Pseudanomalon munin |
|               | |
|               | Pseudanomalon ocellatum |
|               | |
|               | Pseudanomalon rectum |
|               | |